# 格奧爾格·阿爾布雷希特 (東菲士蘭)
格奧爾格·阿爾布雷希特（德語：Georg Albrecht，1690年6月13日—1734年6月11日），東菲士蘭親王，1708年至1734年在位。

## 家庭
1709年，格奧爾格·阿爾布雷希特與拿騷-伊德施泰因伯爵格奧爾格·奧古斯特的女兒克莉絲汀·路易絲（Christine Luise）結婚，兩人共有2子1女：
1. 格奧爾格·克里斯蒂安（1710年—1711年），夭折
2. 卡爾·埃德查（1716年—1744年）
3. 亨麗埃特·奧古斯塔（1718年—1719年），夭折